# Krzywa Hilberta
Krzywa Hilberta – przykład krzywej, która wypełnia całkowicie płaszczyznę, tzn. przechodzi przez wszystkie punkty płaszczyzny. Konstrukcja tej krzywej została podana przez Davida Hilberta.

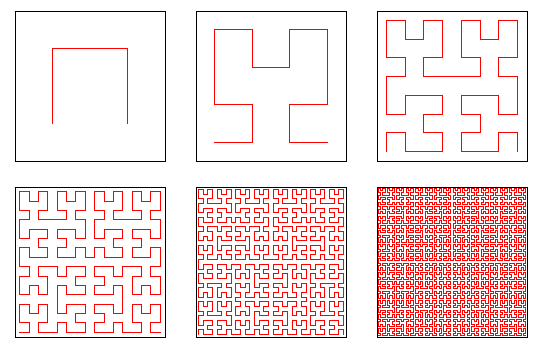
Pierwsze sześć przybliżeń krzywej Hilberta
Animacja ośmiu kolejnych kroków krzywej